# Кукла (фильм, 2004)
«Кукла» (англ. Dead Doll) — американский комедийный фильм ужасов 2004 года режиссёра Адама Шермана. Сюжет фильма состоит из множества небольших новелл, связанных между собой общим предметом — манекеном-куклой. В преддверии начала сцены с новым героем на экране появляется надпись с его именем.

## Сюжет

### Пролог
Скульптор Брайан постоянно ссорится со своей девушкой. Однажды одна из таких ссор достигает эмоционального пика и девушка, высказав Брайану всё, что она о нём думает, решает уйти от него. Взбешённый Брайан теряет над собой контроль и убивает её. Недолго думая о том, как избавиться от трупа, Брайан попросту решает сделать из тела своей бывшей девушки манекена, что, собственно, он успешно и делает, желая навсегда оставить её себе. Однако вскоре, забирая один из заказов, манекен подмечает один из грузчиков, который, в итоге, крадёт её из мастерской. Далее манекен путешествует от одного человека к другому.

## В ролях
| Актёр        | Роль   |
| ------------ | ------ |
| Роми Кох     | Долли  |
| Горан Дукич  | Брайан |
| Мэтт Борен   | Дэйв   |
| Лориэлль Нью | Мария  |

## Художественные особенности
По ходу всего фильма кукла-манекен, в основу которой по сюжету фильма было положено тело убитой девушки, никого не убивает. Однако кукла пробуждает в различных её хозяев тёмные, патологические желания. Ввиду этого в фильме имеются сцены насилия, сексуальных извращений, алкогольного и наркотического опьянения.